# Аловуддін
Аловудді́н (тадж. Аловуддин) — село у складі Хатлонської області Таджикистану. Адміністративний центр Фархорського джамоату Фархорського району.
Колишня назва — Рохі-Ленін.
Населення — 2627 осіб (2010; 3061 в 2009).